# 沃靈頓站
沃靈頓站（英語：Wallington railway station）是一個位於南倫敦索頓倫敦自治市的火車站，此站由南方鐵路運營，位於第5收費區，1847年5月10日啟用。兩年合算的搭乘率約為200萬。